# هیکوتی جیدای
هیکوتی جیدای (به انگلیسی: Hikōtei Jidai) یک مانگای پانزده صفحه ای کاملاً آبرنگ از هایائو میازاکی است که فیلم انیمیشن او پورکو روسو براساس آن بنا شده‌است. این مانگا در ژاپن به عنوان بخشی از مجموعه یادداشت‌های خیال‌پردازانه هایائو میازاکی در سه بخش در مجله Model Graphix منتشر شد. مانند دیگر مانگاهای این مجموعه، «هیکوتی جیدای» جلوه ای از عشق به هواپیماهای قدیمی است.